# Coffea ambanjensis
Coffea ambanjensis är en måreväxtart som beskrevs av J.-f.Leroy. Coffea ambanjensis ingår i släktet Coffea och familjen måreväxter. Inga underarter finns listade i Catalogue of Life.